# Lars Tingsten

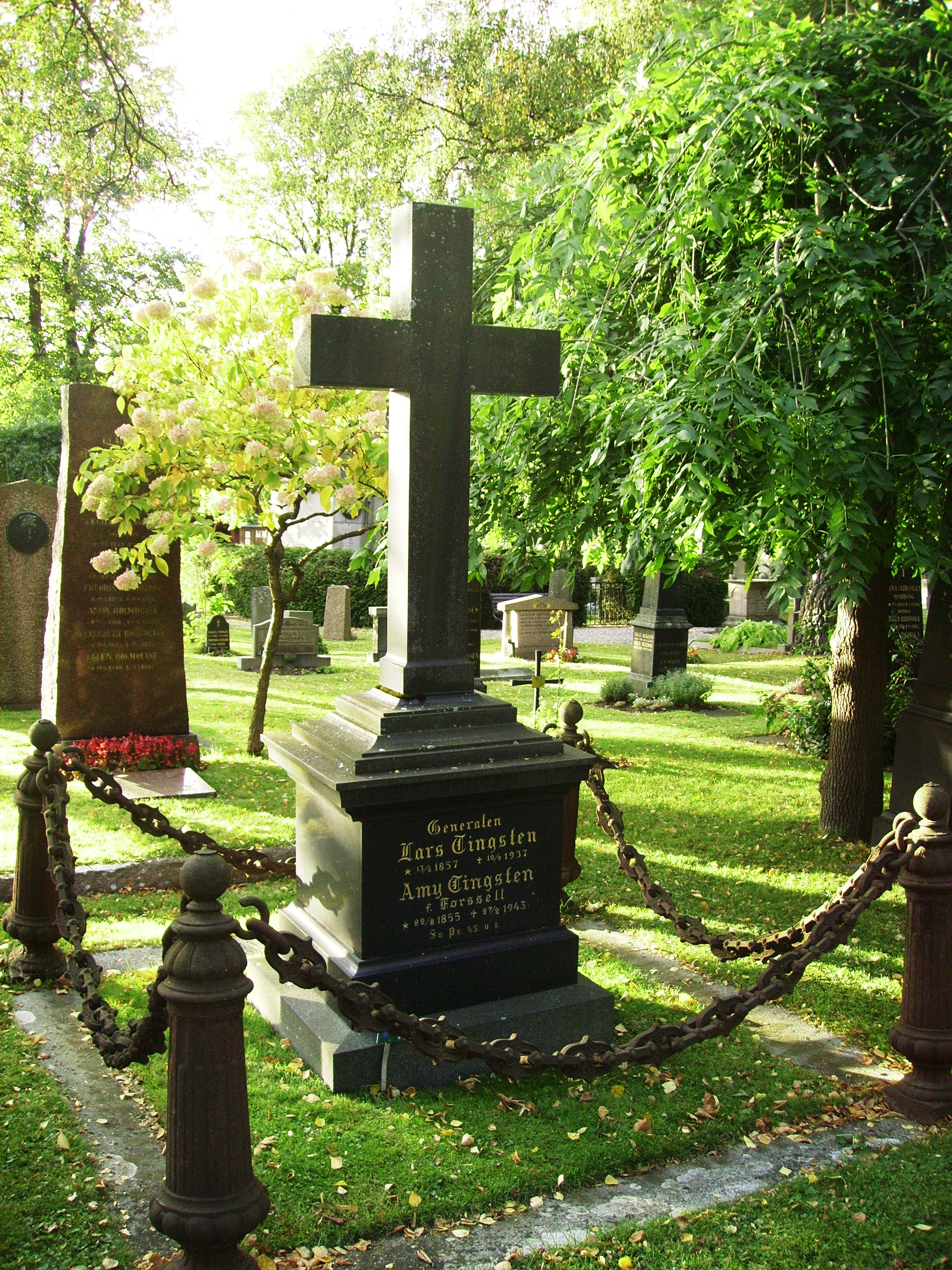
Lars Tingstens gravvård på Solna kyrkogård.

Lars Herman Tingsten, född 13 juni 1857 i Ingatorp, Jönköpings län, död 10 september 1937 i Stockholm, var en svensk militär och statsråd.

## Biografi
Lars Tingsten var son till Lars Magnus Tingsten, sergeant vid andra livgrenadjärregementet, och Maria Charlotta Durling, dotter till en kungl. sekter. Han var sonson till nämndemannen Peter Tingsten, farbror till Herbert Tingsten och gifte sig 1883 med Amy Forssell (1855–1943). Han studerade två terminer vid Uppsala universitet, innan han slog in på den militära banan och blev underlöjtnant vid Hälsinge regemente 1878, löjtnant vid generalstaben 1886, major 1897 vid Svea livgarde, överstelöjtnant vid generalstaben 1901, överste 1903, kommendant i Boden 1907, chef för II. arméfördelningen och generallöjtnant 1913, inspektör för infanteriet 1915, chef för generalstaben 1919 och general vid pensioneringen 1922.
Tingsten företog studieresor till Danmark, Tyskland, Österrike och Schweiz. Han var lärare vid Krigsskolan 1886–1892 och vid Krigshögskolan 1891–1900, chef för Krigshögskolan 1902–1904 samt var regeringsledamot 1905–1907. Han författade en lärobok för officersutbildningen, Taktikens grunder, som gick ut i tio upplagor. Han tjänstgjorde som notarie i försvarsutskott vid urtima riksdagen 1892 och var ledamot av ett stort antal kommittéer, exempelvis fälttelegrafreglementskommittén 1899–1901, 1905 års Bodenkommitté (ordförande) och infanteriexercisreglementssakkunniga 1914–1915 (ordförande).
Tingsten blev 1905 - i samband med unionskrisen med Norge - statsråd och chef för Lantförsvarsdepartementet (krigsminister) i den Lundebergska ministären, kvarstod i Staafs ministär för att därefter ingå i Arvid Lindmans första ministär (regeringen Lindman I), vilken han på egen begäran dock lämnade 1907. Han var chef för generalstaben 1919–1922. Vid sin pensionering 1922 fick Tingsten titeln general (i armén). Vid Uppsala universitets 450-årsjubileum promoverades han till hedersdoktor 1927. Tingsten blev ledamot av andra klassen av Krigsvetenskapsakademien 1891 och ledamot av första klassen 1905. Han blev även ledamot av Kungliga Samfundet för utgivande av handskrifter rörande Skandinaviens historia 1928. Makarna Tingsten är begravna på Solna kyrkogård.

## Utmärkelser

### Svenska utmärkelser
- Riddare och kommendör av Kungl. Maj:ts orden (Serafimerorden), 10 december 1927.[4]
- Kommendör med stora korset av Svärdsorden, 6 juni 1912.[5]
- Kommendör av första klassen av Svärdsorden, 1 december 1905.[6]
- Riddare av första klassen av Svärdsorden, 1899.[7]
- Riddare av Nordstjärneorden, 1900.[8]

### Utländska utmärkelser
- Storkorset av Danska Dannebrogorden, tidigast 1910 och senast 1915.[9][10]
- Storkorset av Portugisiska Avizorden, tidigast 1905 och senast 1908.[11][12]
- Kommendör av andra klassen av Norska Sankt Olavs orden, senast 1905.[11]